# Río Tes
El río Tes o Tesiin Gol (en mongol: Тэс гол, o Тэсийн гол, Tes gol; que significa 'río Tes'; en ruso: рeкa Тэс, en ruso: рeкa Тeсь)  o también Tes-Khem (en tuvano: Тес-Хем; en ruso: Тес-Хем; en ruso: Тэс Хем) es un río del Asia Central, la principal fuente  del lago Uvs (Uvs Nuur) que discurre por Mongolia y Rusia. Su longitud es de 556 km y drena una cuenca hidrográfica de 33.370 km².
El río nace en la parte noroccidental de Mongolia, en el distrito de Tsagaan-Uul, en el aymag de Hövsgöl. El río fluye luego a través del aymag de Zavhan y después entra en Rusia, en la república de Tuvá. Regresa a Mongolia entrando en el aymag de Uvs  para acabar desaguando en el lago Uvs. En el aymag de Hövsgöl hay un puente de madera cerca de  Tsetserleg y un puente de hormigón cerca de  Bayantes, en Zavkhan, en la carretera que va a Kyzyl, en Rusia.
El río está congelado gran parte del otoño-invierno.

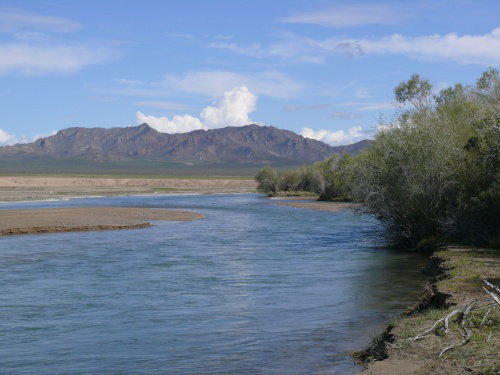
El río en el aymag de Hövsgöl

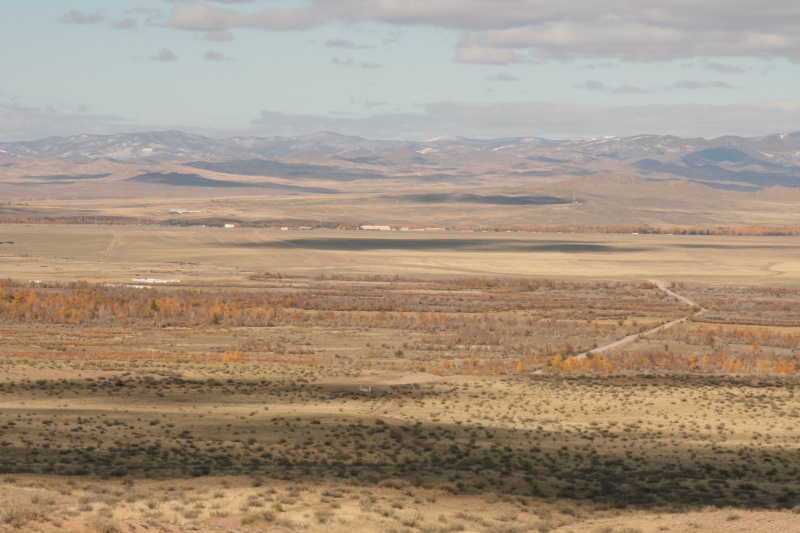
Valle de los Tes-Khem en Tuvá